# Howsham (North Yorkshire)
Howsham – wieś i civil parish w Anglii, w hrabstwie North Yorkshire, w dystrykcie (unitary authority) North Yorkshire. Leży 18 km na północny wschód od miasta York i 288 km na północ od Londynu. W 2011 roku civil parish liczyła 273 mieszkańców (i Scrayingham). Howsham jest wspomniana w Domesday Book (1086) jako Huson.